# 万全区
万全区是中国河北省张家口市下辖的一个市辖区。地处河北省西北部，西、北以明长城为界与尚义、张北两县接壤，南隔洋河与怀安县相望，东临张家口市桥西区，总面积 1161平方公里，东西长37公里，南北宽35公里。區人民政府駐孔家庄鎮。

## 地理位置
万全区在河北省张家口市西部，外长城内侧。京包铁路经过境内南部。

## 歷史沿革
清朝时置万全县。民国时，万全县历属河北省、察哈尔省。析出张家口市。
1958年曾撤消并入怀安县，1961年恢复设置，县城一直为万全城（今万全镇）；1983年7月1日，县城由万全城迁到孔家庄镇。
2016年行政区划调整，撤销万全县，设置万全区。

## 名勝古跡
有万全右卫城、野狐嶺古戰場（公元1211年成吉思汗蒙古軍大敗金軍40萬於此）。

## 行政区划
万全区下辖4个镇、7个乡：
孔家庄镇、万全镇、洗马林镇、郭磊庄镇、膳房堡乡、北新屯乡、宣平堡乡、高庙堡乡、旧堡乡、安家堡乡和北沙城乡。

## 人口
2021年，萬全區常住總人口214838人，比上年減少1957人。其中，城鎮常住人口152911人，比上年增加1558人；佔總人口比重（常住人口城鎮化率）71.18%，比上年提高1.37%。

## 交通
- 110国道、 207国道
- 京藏高速、 张石高速
- 京包铁路、张唐铁路、张集铁路
- 张呼客运专线过境、张大高铁

## 经济
农产品以高粱、穀子、玉米、马铃薯、豆类为主；畜牧业发达。
矿产有煤。
工业有化学工業、轻纺、机械、建材等。
2010年GDP总产值365578万元。

## 氣候
萬全區属东亚大陆性季风气候，年均气温6.9℃，年降水量464毫米，年均积温2788℃。

## 少数民族
全县少数民族人口426人，其中蒙古族87人；回族35人；藏族2人；维吾尔族3人；苗族14人；彝族16人；壮族1人；布依族6人；朝鲜族2人；满族240人；瑶族4人；土家族5人；哈尼族4人；傈僳族1人；仫佬族2人；毛南族1人；锡伯族3人。